# Rosita Baffico
Rossita Baffico (1910 - Montevideo, 22 de enero de 1994) fue una actriz y profesora uruguaya de teatro y cine. 

## Biografía
Aprendió la técnica teatral con la compañía de la española Margarita Xirgu. En los años cuarenta, Baffico y otros artistas uruguayos realizaron una gira invitados por Pablo Neruda, presentando un espectáculo de títeres. En 1950 se incorporó a la compañía El Galpón, en la que trabajaría muchos años tanto como actriz como directora. También era profesora en un curso para titiriteros que allí se impartía.
En 1976 fue encarcelada en Montevideo por pertenecer al Partido Comunista de Uruguay.
Falleció el 22 de enero de 1994 a los 84 años, en Montevideo.

## Obras teatrales
- 1972, La reja (trabajo de creación colectiva), Teatro EI Galpón, dirigido por Rosita Baffico (Montevideo)[3]

Trabajó en "El herrero y la muerte" de Mercedes Rein y Jorge Curi, que también la dirigió' (inspirado en un capítulo de Don Segundo Sombra, de Ricardo Güiraldes). Se estrenó el 7 de agosto de 1981 en la SALA 1 de Teatro Circular de Montevideo. La obra estuvo varios años en cartelera con funciones agotadas. 11 años en total. ROSITA BAFFICO, obtuvo el PREMIO FLORENCIO 1981, como  "mejor actriz de reparto" y EL HERRERO Y LA MUERTE el PREMIO FLORENCIO 1981 al mejor espectáculo del año. Participó en el Festival de Manizales y en la gira por Colombia (1984) y en el Festival de Arte y Cultura de Brasilia (1987). En dichos eventos Rosita Baffico y Walter Reyno fueron siempre los más destacados.

## Filmografía
Parte de su filomografía seleccionada es:
- 1989, Tahití.
- 1993, La historia casi verdadera de Pepita la Pistolera.
- 1996, Ojos de amatista.
- 2011, Quota 16.[5]